# Хе Ђуенји
Хе Ђуенји (кин: 何俊义, романизовано He Junyi; 2. август 1997) кинески је пливач чија ужа специјалност су трке слободним стилом на 100 метара. Национални је првак и рекордер у трци на 100 метара слободним стилом у великим базенима.

## Спортска каријера
Хе је дебитовао на међународној пливачкој сцени 2018. на Азијским играма које су те године одржане у Џакарти. Пливао је у квалификацијама за кинеску штафету на 4×100 метара мешовитим стилом са којом је освојио златну медаљу (иако није пливао у финалу). У децембру исте године по први пут је наступио на Светском првенству у малим базенима чији домаћин је био кинески град Хангџоу, где му је најбољи резултат било седмо место у финалу трке штафета на 4×100 слободно.
Највећи успех у појединачним тркама у дотадашњој каријери је постигао крајем марта 2019. на националном првенству у Ћингдаоу, где је освојио титулу националног првака у трци на 100 метара слободним стилом, а његово време од 48,10 секунди је у том моменту био други најбољи резултат у свету у тој години.
На светским првенствима у великим базенима је дебитовао у корејском Квангџуу 2019. где је наступио у три дисциплине. Најбољи резултат је постигао у трци штафета на 4×100 мешовито, за коју је пливао у квалификацијама, омогућивши свом тиму да се пласира у финале. Пливао је и у штафети 4×100 слободно (17. место) и појединачној трци на 100 слободно (15. место у квалификацијама и 14. место у полуфиналу).